# Белая Церковь
Бе́лая Це́рковь (укр. Біла Церква) — город в Киевской области Украины. Административный центр Белоцерковского района (до 2020 года был городом областного подчинения). Экономический и культурный центр Столичного экономического района, а также климатический и бальнеологический курорт, расположенный в 80 км к югу от Киева на реке Рось. Впервые название Белая Церковь упоминается в Ипатьевской летописи 1115 года.
Город основан Ярославом Мудрым — как крепость для защиты от кочевников — и назван Юрьев (христианское имя Ярослава Мудрого — Юрий, или Георгий).

## Этимология
Относительно происхождения названия Белой Церкви существует несколько версий. Согласно версии Е. М. Поспелова, город, воссозданный на месте древнерусского города Юрьева, разрушенного монголо-татарами, по сохранившимся руинам белокаменной церкви получил название Белая Церковь. Эту позицию поддерживал В. А. Никонов, отметив, что остатки большого храма послужили причиной названия как наиболее заметный ориентир.
Кроме того, еврейское название Белой Церкви — Шварцэ Тума (ид. שווארצע טומאה, что значит «Чёрная Нечистота»).

## Географическое положение и основные расстояния
| Житомиp (115 км)  |                                 |                                   |  |
| Чернигов (231 км) | Киев (79 км) Чернобыль (160 км) | Сумы (355 км)                     |  |
| Львов (440 км)    |                                 | Полтава (320 км) Харьков (440 км) |  |
| Винница (135 км)  | Одесса (370 км)                 | Запорожье (430 км)                |  |

Город расположен на юго-западе Киевской области, занимает выгодное географическое положение: рядом с ним проходит автомагистраль E95 (Санкт-Петербург — Киев — Одесса).
Расстояние до столицы Украины — города Киева — составляет 84 км; до столицы Российской Федерации — Москвы — 950 км; до столицы Чешской Республики — Праги — 1020 км; до столицы Республики Польша — Варшавы — 800 км. Расстояние до аэропорта г. Борисполь составляет 120 км.
Близость к Киеву, удобное транспортное сообщение, развитая социально-экономическая инфраструктура в сочетании с ландшафтными и природными условиями придают городу значительную инвестиционную и туристическую привлекательность.

## Рельеф и гидрография
Главным водоёмом является река Рось, которая 16 км протекает, в основном, в южной части города, отделяя центральные районы от Заречья (современное Заречье и жилые массивы Песчаный и Таращанский). Река Протока течёт Белой Церковью 9,6 км и впадает в Рось, а в урочище Сухой Яр есть Сухоярский ручей длиной 9,6 км. Через Рось в пределах города проложены 4 моста: 2 пешеходные (Деревянный мост и Заречанская плотина или гребля) и 2 автомобильных. Реку Протоку пересекает значительное количество маленьких мостиков различной конструкции.

## Археология
В центре города, на левом берегу реки Рось, в урочище Замковая гора, археологами найден культурный слой с древнерусской гончарной керамикой XI—XII веков, шиферными пряслицами и другими материалами. Здесь находился древнерусский Юрьев, впервые упомянутый в летописи под 1072 годом (Юрьевский епископ Михаил участвовал в перенесении мощей святых Бориса и Глеба).
Так, раскопки производились специалистами Института археологии НАН Украины на месте восстановления церкви св Георгия (2011—2012 годы). Был выявлен ряд артефактов разных исторических периодов — от времён Киевской Руси до XVIII—XIX века. Все они переданы в Белоцерковский краеведческий музей с целью оборудования экспозиции «Музей находок Замковой горы». В частности, было найдено: крест — энколпион (мощевик) первой половины XIII века, жернова, лепка на валах времён Ярослава Мудрого, монеты, наконечники копий, спусковые крючки и костяные накладки на мушкеты и тому подобное.
Также на Замковой горе было музеефицированы фундаменты древнего пятиапсидного православного храма XI—XIII веков. Сейчас законсервировано полторы апсиды, сохранившихся до наших дней после разрушений, связанных со строительством моста через Рось с советских времён.
Юрьев входил в систему городов-крепостей, построенных Ярославом Мудрым в середине XI века по реке Рось. Древнее поселение занимало мыс-останец (площадь — 2 га) на берегу реки. Оно, по-видимому, было разрушено и сожжено половцами в 1095 году.
Вновь Юрьев отстраивается Святополком в 1103 году несколько в стороне. На месте старого поселения в XVI веке был выстроен Белоцерковский замок. На западной окраине города (вверх по р. Рось), в урочище Палиева гора, — найдено другое округлое городище (диаметром 55 м). Поселение было укреплено двумя рядами концентрических валов. При обследованиях найдены древнерусская гончарная керамика XII—XIII вв., предметы из металла, бронзовая позолоченная панагия с изображением Святого Георгия и шестиконечного креста. Вокруг городища расположены неукреплённые селища.

## История
У города тянулся земляной вал, часть Змиевых валов. Его остатки остались между улицами Ярослава Мудрого и Леся Курбаса.

### XI—XVI века
Предположительно, Белая Церковь располагается на месте средневекового города Юрьев, местоположение которого связывают с городищем Замковая гора.
Город основан в 1032 году киевским князем Ярославом Мудрым. Изначально назывался Юрьев (Гюргевъ) согласно христианскому имени Ярослава Мудрого — Юрий (Георгий).
Начало XI века отмечено беспрерывными набегами печенегов на южные окраины Киевского государства. В результате границы Руси были отодвинуты на север — к берегам Стугны. В 1017 году киевский князь Ярослав Мудрый одержал победу над печенегами и оттеснил их на юг. Для укрепления южных рубежей государства вдоль Роси в 1032 году началось строительство оборонной линии — системы сторожевых крепостей, соединенных между собой огромными насыпями и рвами.
Именно в 1032 году появились Корсунь, Богуслав, Стеблёв, Володарка (летописный Володарев) и другие населенные пункты Поросья. Это была Поросская оборонительная линия. И именно в этом году на скалистом левом берегу Роси появился военно-феодальный замок, получивший название Юрьев (в честь христианского имени Ярослава Мудрого — Юрий). Замок впоследствии «оброс» городком, который в конце XI века стал кафедральным центром Поросской епархии.
Сердцем города была гора с размещенным на ней детинцем (замком). Также на горе стоял белокаменный собор — обязательный атрибут епархиального центра.
Юрьев жил в постоянном напряжении. Набеги печенегов сменились давлением половцев, а позже — монголо-татар. Город был кочевникам «как кость в горле», постоянно препятствуя их походам на север. Не раз его разрушали до основания. Последний раз Юрьев был опустошен кочевниками в XIII веке, пав для того, чтобы возродиться с новым названием — Белая Церковь.
Сожженный кочевниками Юрьев оставил после себя только высокий полуразрушенный епископский собор. Это сооружение, построенное из белого камня, долгое время служило переселенцам ориентиром среди густых и диких лесов, которые покрывали тогда долину речки Рось. Поэтому место, где стоял собор, а потом и город, который восстал из руин княжеского Юрьева на скалистом берегу, получил название Белая Церковь. Собор, которому город обязан своим названием, исчез в урагане исторических событий, сейчас никто, вероятно, не скажет, кем и когда он был разрушен. Во время археологических раскопок, проведённых уже в XX веке, на Замковой горе были найдены остатки этого сооружения.
В 1362 году Белая Церковь вместе с Киевским княжеством была присоединена к Литве, а после Люблинской унии (1569 год) вошла в состав Речи Посполитой. Городок стал центром староства (административная единица) и приобрел значение важнейшего стратегического пункта на юге государства. В 1589 году польский король Сигизмунд ІІІ утвердил привилегии города на сейме в Варшаве, предоставив Белой Церкви и его жителям Магдебургское право.
В середине XVI века для защиты государства от татар в Белой Церкви был построен замок, в котором находился постоянный польский гарнизон, насчитывавший до двух тысяч солдат и офицеров. Гора, на которой тогда был размещен замок, называется Замковой. Первый замок в Белой Церкви был построен в 1550 году воеводой кн. Семеном Пронским, так как город находился на Чёрном пути, которым шли татары и его нужно было защищать. Сам город был также укреплен частоколом. В 1570 году замок был значительно удален. Князь Константин-Василий Острожский укрепляет и перестраивает замок.
В конце XVI века Белая Церковь сделалась городом, знаменитым на всю Речь Посполитую. Этому поспособствовало восстание горожан, разгневанных отменой старостой, Янушем Острожским, Магдебургского права в городе. В 1589 году они захватили замок с оружием и боеприпасами и почти год удерживали город в своих руках.
В 1591 году именно захватом белоцерковского замка началось крестьянско-казацкое восстание, которое стало предвестником периода постоянных войн между Украиной и Польшей. Во главе восстания стал Христофор (Криштоф) Косинский.

### XVII—XVIII века
В 1616 году в городе было 300 дворов мещан и 300 — казацких.
Во времена Освободительной войны 1648—1657 годов Белая Церковь, которая была в то время довольно значительным городом, лежавшим на торговом шляхе, центром староства и полка и имела более 1000 дворов — стала одним из важнейших опорных пунктов казацкого войска. Долгое время Богдан Хмельницкий с основными своими силами располагался в Белоцерковском замке, рассылая отсюда по всей Украине призывы к борьбе. 18 (28) сентября 1651 года здесь было заключено соглашение между польской шляхтой правительством и гетманом Богданом Хмельницким, которая получила название — Белоцерковский договор.
В 1663 году во время битвы между польским войском и отрядами Ивана Серко замок в Белой Церкви почти разрушили. Но уже в следующем году его отстроили снова, укрепив по современнейшим правилам фортификационной техники — он стал практически неприступным. Его не смогли взять ни войска Ивана Брюховецкого в 1665 году, ни Петра Дорошенко в 1667, 1669 и в 1672 годах.
С 1660 года Белая Церковь попеременно принадлежала то Русскому царству, то Речи Посполитой, некоторое время Поросье даже было нейтральной территорией. В 1665 году в битве под Белой Церковью, ставшей оплотом польской власти на Правобережной Украине, отряд калмыков на службе царя Алексея Михайловича разгромил польских гусар и рейтар, однако последовавшая за этим осада Белой Церкви левобережным гетманом Иваном Брюховецким успеха не имела. В 1667 году комендант Ян Стахурский построил в Белой Церкви костел и монастырь Св. Георгия.
Начало XVIII века на Украине обозначено большим восстанием казаков под руководством белоцерковского и фастовского полковника Семена Палия против Польши. Палий в 1702 году с десятитысячным отрядом взял в осаду Белую Церковь. После нескольких неудачных штурмов полковник прибегнул к хитрости — взяв в плен коменданта, он заставил замок капитулировать. Город стал центром восстания, к нему потянулись обездоленные крестьяне отовсюду. Население Белой Церкви в то время достигло 70 тысяч, замок постоянно укреплялся. В 1703 году полякам удалось подавить восстание, и в том же году Правобережье оккупировали российские войска. Палий был арестован и выслан в Сибирь (далеко не последнюю роль в этом сыграл гетман Мазепа).
Иван Мазепа родился рядом с Белой Церковью в родовом имении — селе Мазепинцы — и считал этот край своей родиной. В 1703 году он поселился в белоцерковском замке и задумал сделать город своей собственностью. В Белоцерковском замке гетман чувствовал себя в полной безопасности. Именно здесь прошла значительная часть его жизни — здесь он нажил львиную долю своих богатств и стал одним из самых богатых феодалов в Европе, здесь казнил Кочубея и Искру. По некоторым источникам, в Белоцерковском замке была найдена казна гетмана.
Иван Мазепа переправлял значительную часть доходов от своих 20 000 имений на строительство культовых сооружений. По всей Украине он поднял пышные церкви в стиле украинского барокко. В 1706 году строительство большой каменной церкви начал Мазепа на родине — в Белой Церкви. Кровавые события 1708 года и последующая передача города Польше так и оставили это сооружение недостроенным. До наших дней дожила только часть той церкви, которая имеет название Никольская.
В 1711 году оборона Белой Церкви сыграла решающую роль во время похода Филиппа Орлика на Правобережную Украину, в котором его поддерживали крымские татары. Русский гарнизон отбил все попытки взятия осаждённой крепости, что предопределило отпадение от Орлика его крымскотатарских союзников и провал похода.
В 1743 году староста Станислав Яблоновский построил в Белой Церкви костел и монастырь ордена иезуитов.
На протяжении XVIII века Белая Церковь часто была свидетелем народных восстаний, венцом которых стала Колиивщина. За подавление Колиивщины великий коронный гетман Ксаверий Браницкий в 1774 году получил одну из самых богатых в Речи Посполитой столовых имений — Белоцерковское староство. В конце 1778 года он вступил во владение этими имениями, которые с тех пор назывались Белоцерковским графством, и построил здесь впоследствии дворец.
В 1793 году город присоединили к России. На долгое время (до XX века) Белоцерковщина стала вотчиной семьи Браницких.
«Белая Церковь и „Александрия“ были действительным герцогством с двором, с огромным количеством людей, которые питались вокруг двора, с большими конюшнями породистых лошадей, с охотой, на которые съезжалась вся аристократия Юго-Западного края» — вот что писал про времена Браницких в Белой Церкви Николай Бердяев в своём «Самопознании».
Браницкие имели неоднозначное влияние на свою главную резиденцию. Они сделали Белую Церковь городом, который потерял административное значение для государства. По приказу Екатерины II и не без «указа» Браницких замок был разрушен, Белоцерковское староство ликвидировали, уездный центр перенесли в Васильков, город из казённой собственности перешёл в личную.

### XIX — начало XX века
В XIX веке местечко Белая Церковь было волостным центром Бело-Церковской волости Васильковского уезда Киевской губернии.
В 1806 году Браницкие заключили договор с еврейской общиной, которой дали разрешение на поселение и строительство в городе. Евреи принесли в Белую Церковь большую торговлю и ремесло. В 1801—1806 годах Браницкий в центре города построил Торговые ряды, чем стимулировал дальнейшее расселение евреев в Белой Церкви и обусловил коренное изменение этнического состава городского населения.

### Период революций, центр антигетманского восстания 1918 года
В 1918 году Белая Церковь вновь в полный голос заявила о себе. В этом городе сплотилась большая сила, которая позже всколыхнула всю Украину.
«Ещё в сентябре никто в Городе не представлял себе, что могут соорудить три человека, обладающие талантом появиться вовремя, даже и в таком ничтожном месте, как Белая Церковь» — эти обидные для Белой Церкви слова из «Белой гвардии» Михаила Булгакова относятся к Торопцу, Петлюре и Винниченко и лишний раз подтверждают тот факт, что именно этот город сыграл ведущую роль в создании Директории Украинской Народной Республики.
Усилиями Евгения Коновальца в августе-сентябре 1918 года в Белой Церкви был основан Отдельный отряд Сечевых стрельцов Украинской державы.
В ноябре 1918 года в Белой Церкви началось вооружённое восстание под руководством Симона Петлюры и Владимира Винниченко. Здесь происходило формирование основных сил Директории. Здесь впервые было напечатано сообщение о возвращении власти независимой УНР.
Больше месяца город над Росью был штабом сил повстанцев — фактически второй столицей Украины. Отсюда выступило 60-тысячное войско, которое 14 декабря 1918 года заняло Киев, находившийся под контролем войск гетмана Скоропадского (преимущественно этнических русских).
В августе 1921 года в городе была образована Казачья Рада Правобережной Украины.

### Советский период
По данным переписи 1926 года, украинцы составляли 57,0 % населения города, евреи — 36,4 %, русские — 3,4 %, поляки — 2,4 %. Украинский язык родным назвали 56,4 % населения Белой Церкви, еврейский — 31,9 %, русский — 9,7 %, польский — 1,6 %.

### Великая Отечественная война
16 июля 1941 года Белая Церковь была оккупирована немецкими войсками; 902 дня город находился в оккупации.
Тем не менее город не прекратил сопротивления: было создано 10 диверсионных групп, действовали подпольные организации. Из кадровых военных, попавших в окружение, и местного населения в районе были организованы партизанские отряды — например, отряд «Сокол» во главе с капитаном Красной армии И. П. Крыжановским и комиссаром И. Е. Москаленко, насчитывавший около 100 человек.
Белая Церковь была освобождена советскими войсками 1-го Украинского фронта 4 января 1944 года в ходе Жито́мирско-Берди́чевской наступательной опера́ции (24 декабря 1943 — 14 января 1944). После окончания упорных боев город был практически полностью разрушен.
Руководство страны высоко оценило героизм войсковых частей, освобождавших город от захватчиков: «… Сегодня, 4 января, в 21 час столица нашей Родины Москва от имени Родины салютует нашим доблестным войскам, освободившим город Белая Церковь, двенадцатью артиллерийскими залпами из ста двадцати четырёх орудий…» (Приказ Верховного Главнокомандующего 4 января 1944 года № 55).

### Современная Белая Церковь
Долгое время Белая Церковь была обычным провинциальным городом, пока в 1972 году здесь не построили промышленный гигант «Белоцерковшина» (ныне АО «Росава»). Именно тогда в городе начали расти промышленные предприятия — он превратился в индустриальный центр, один из самых мощных узлов химической промышленности УССР.
В 1970-х годах бурно начало расти население города — за два десятилетия оно увеличилось почти на сто тысяч. После аварии на ЧАЭС город принял более 1700 переселенцев из зоны отчуждения.
В 1986 году здесь была построена гостиница «Белая Церковь» (архитектор — А. Гаркавенко).
Современная Белая Церковь — город с населением около 215 000 человек, раскинувшийся в долине Роси по обеим её сторонам. С правого побережья долины открывается прекрасная панорама города (выезд из Белой Церкви в Таращанском направлении): передний план охватывает комплекс дач. Далее простираются самые новые микрорайоны многоэтажной застройки — Таращанский и Песчаный массивы. Самая низкая часть долины Роси занята районом частной застройки. Частный сектор Белой Церкви не похож на сельский — здесь нет значительных «огородных» пространств. Средние по размерам, преимущественно кирпичные, домики стоят близко друг к другу и окружены небольшими двориками. Дальний план панорамы занимает сплошная многоэтажная застройка, над которой местами выступают трубы многочисленных предприятий.
На востоке города раскинулся большой промышленный узел. Кроме «Росавы», здесь расположены заводы резинотехнических и асбестотехнических изделий, механический, шинный № 2, Белоцерковская ТЭЦ и другие предприятия. Большая часть трудоспособного населения Белой Церкви работает именно здесь.
|                                  |                            |                                   |                                                |                         |
| Костёл Святого Иоанна Крестителя | Спасо-Преображенский собор | Национальный аграрный университет | Здание администрации дендропарка «Александрия» | Церковь Марии Магдалины |

## Население
Население Белой Церкви до середины XX века было небольшим. Значительно уменьшилось его количество после Великой Отечественной войны, когда были истреблены почти все лица еврейской национальности. Однако после объявления всесоюзного строительства каучукоперерабатывающих предприятий РТИ и двух заводов объединения Белоцерковшина население города выросло более чем в два раза.
Национальный состав Белой Церкви по данным переписей населения:
|          | 1926   | 1939   | 1959   | 1989   | 2001   |
| Украинцы | 57,0 % | 68,9 % | 71,0 % | 78,6 % | 87,4 % |
| Русские  | 3,4 %  | 7,6 %  | 18,6 % | 17,5 % | 10,3 % |
| Евреи    | 36,4 % | 19,6 % | 7,8 %  | 2,0 %  | 0,1 %  |
| Белорусы | 0,3 %  | 1,0 %  | 0,8 %  | 0,6 %  |        |
| Поляки   | 2,4 %  | 2,2 %  | 0,2 %  | 0,2 %  | 0,1 %  |
|          |        |        |        |        |        |

Современный массив Леваневского, прилегающий к этим заводам, стал местом концентрации около 20 % всех жителей Белой Церкви. В начале 90-х гг. состоялось некоторое сокращение населения в основном из-за сворачивания производства на ряде предприятий города и эмиграции лиц еврейской национальности в Израиль. Сейчас замечен процесс медленного роста количества жителей Белой Церкви, что связано с восстановлением работы многих предприятий и создание разветвленной сферы услуг.
По состоянию на 2022 год, население города составило 207 273 человека.

### Языковой состав
По данным переписи 1926 года, украинский язык родным назвали 56,4 % населения Белой Церкви, еврейский — 31,9 %, русский — 9,7 %, польский — 1,6 %.
Родной язык населения по данным переписи 2001 года:
| Язык       | Численность, чел. | Доля     |
| ---------- | ----------------- | -------- |
| Украинский | 169 785           | 86,62 %  |
| Русский    | 24 133            | 12,31 %  |
| Другое     | 2 105             | 1,07 %   |
| Итого      | 196 023           | 100,00 % |

Украинский язык является единственным официальным и основным языком города.
По данным Государственной службы статистики Украины в 2023/24 учебном году все 237 624 учащихся в учреждениях общего среднего образования в Киевской области обучались в украиноязычных классах.

### Еврейское наследие Белой Церкви
Евреи появились в Белой Церкви ещё в XVI веке. Это были преимущественно мелкие торговцы. В 1648 году значительная часть еврейской общины города была истреблена или изгнана казаками Хмельницкого.
Спасением для экономики стало заключение в 1806 году Браницкими договора с еврейской общиной, которой дали разрешение на поселение и строительство в городе. Однако именно Браницкие легализовали их пребывания в городе и даже построили для евреев в центре города Торговые ряды.
Евреи принесли в Белую Церковь большую торговлю и ремесло. Она стала узлом важных транспортных путей, через неё проходили многочисленные правительственные, военные, почтовые эстафеты и купеческие караваны.
Евреи оставили Белой Церкви достаточно внушительное наследство: это и здания синагоги, и жилые дома, и магазины, и школы, и больницы. К 1941 году еврейский городок был значительно богаче на архитектуру, и гармоничнее, но беспощадные бомбардировки города в 1941 году лишили Белую Церковь большей части зданий.
В 1989 году в Белой Церкви проживало 3823 еврея. По переписи 2001 года в городе проживало 150 евреев.

## Деление города
Белая Церковь делится на основные районы: массив Леваневского, Песчаный и Таращанский массивы, микрорайон Пионерская, массив ДНС, Заречье, район железнодорожного посёлка, Роток, Вокзальная, Центр, массив Павличенко (Штабная), бывший военный городок Гаёк.

## Климат
Климат умеренно континентальный, теплый, с достаточным увлажнением. Зима мягкая; средняя температура января — −6 °C. Лето теплое; средняя температура июля — от 18 до 20 °C. Осадков около 600 мм в год. Среднегодовое количество осадков — 500—600 мм, коэффициент увлажнения — 1,3. Среднегодовая температура — +6,9 °C. Средняя продолжительность безморозного (вегетационного) периода — 160—170 дней. Преобладают ветры западных и юго-западных направлений.

## Экономика

### Промышленность
В начале XX века Белая Церковь стала одним из крупнейших промышленных и торговых центров Киевской губернии. В 1900 году здесь работали: завод сельскохозяйственных машин, пять кирпичных, шесть кожевенных, пивоваренный, два медоваренных и четыре мыловаренных завода, табачная, гильзовая и две конфетные фабрики, четыре слесарные мастерские, 42 кузницы, две вальцовые водяные мельницы, 13 крупорушек, две маслобойни.

#### Добывающая промышленность
- ВАТ «Каръєр»
- ОАО «Каменяр» («Каменщик»)

гранит, галька, песок, щебень, глина
- ВАТ «Кирпичный завод»

#### Обрабатывающая промышленность
- КП «Белоцерковхлебопродукт»
- АО «Билоцеркивхлибокомбинат»

#### Лёгкая промышленность
- ОП «Весна» УТОГ
- ОАО «ВТТП»
- ЗАО фабрика ПТВ «Тосна»
- ОАО «Белоцерковская книжная фабрика»
- ПАО «Белоцерковская типография»
- ООО «Валтекс»

### Химическая и нефтехимическая промышленность
- ЧАО «Росава»
- ООО «Интер-РТИ»
- ООО «СП Бегленд»
- ОАО «Стройматериалы»
- ОАО «БЦ завод ЖБК»
- ООО «Белоцерковский Домостроительный комбинат»
- КП «Билоцеркивбуд»
- ООО «Трибо»
- ООО фирма «Магнет»
- ОАО завод «Металлист»
- ООО «Фармацевтический завод „Биофарма“»

### Машиностроение, ремонт и монтаж машин и оборудования
- ООО НПП «БелоцерковМАЗ»
- ООО «Ротор-2»
- ООО «Белоцерковский комбайно-тракторный завод»
- ОАО «Механический завод»
- ООО «Инструментальщик»
- ОАО «Техмашремонт»
- ОАО «БЦ Електроремзавод»
- ООО завод «Изолятор»
- ПОГ «Белоцерковское УВП УТОС»
- БЦ завод «Эталон»
- ВПП «Модерн»
- ЗАО НПФ «Ферокерам»
- ООО ЗУО «Термо-Пак»
- ООО «СП Укринтерм»

### Энергетическая промышленность
- ЗАО «Белоцерковская ТЭЦ»
- КП «БЦ СМР Теплосеть»
- КП СМР «Киивоблводоканал»

### Пищевая промышленность
Публичное акционерное общество «Белоцерковский консервный завод», основанное в 1858 году, является одним из ведущих предприятий по переработке сельскохозяйственного сырья в Киевском регионе. Производственная мощность завода — 25 млн условных банок в год, что позволяет производить продукцию большими промышленными партиями. Площадь земельного участка — 7,62 гектара.
В 2008 году возле города Белая Церковь был построен «Белоцерковский молочный комбинат» (БМК). Мощность комбината — 250 тонн переработки молока в сутки. Белоцерковский молочный комбинат является единственным на Украине поставщиком молочных смесей для мороженого и коктейлей компании «МакДональдз Юкрейн Лтд».
В июне 2011 года международная Компания «Mareven Food Holding» совместно со своим стратегическим партнёром — японским пищевым холдингом «Nissin Foods Holdings» объявили о завершении строительства завода в Белой Церкви. На заводе компании будет производиться продукция под торговой маркой «Роллтон». Уже сейчас в компании «Mareven Food Ukraine» работает более 400 сотрудников. Инвестиции в данный проект составляют около 35 миллионов долларов.
ПАО «ЖЛК-Украина», переименованное в 2010 году из ОАО «Вита», занимается выпуском молочной продукции и мороженого.

### Связь
Предприятия связи:
- Центр электросвязи № 4 КОФ ОАО «Укртелеком»
- Центр почтовой связи № 1 КОД УГППС «Укрпочта»

Сотовая связь в городе представлена GSM-операторами: Киевстар, Vodafone, lifecell; CDMA: PEOPLEnet, Интертелеком; UMTS (3G): ТриМоб (Lycamobile); Киевстар, Vodafone, lifecell с 2015 года; WiMAX: FreshTel и Giraffe.

### Торговля и сфера услуг
На территории города функционируют Киевская региональная торгово-промышленная палата, 9 рынков, 145 магазинов продуктов питания, 14 магазинов бытовой химии, более 60 объектов розничной торговли, 16 спортмагазинов, более 120 мебельной специальность, 7 — техникой специальной, 17 — ткани, фурнитура, пряжа, 46 магазинов мужской и женской одежды, 22 — ювелирных изделий, около 10 торговых комплексов и центров.
В Белой Церкви работает более 40 автозаправочных станций и комплексов, являющихся собственностью крупных операторов рынка «ТНК-BP», «Amic», «Укртатнафта», «WOG», «ОККО» и другие. Также, в городе около 15 автосалонов, около 56 магазинов автозапчастей, 5 автошкол, 26 автостоянок, гаражных кооперативов и т. д.

### Пассажирские транспортные предприятия
- ОАО «Белоцерковский автобусный парк»
- ЧП «Валоис»
- ЧП «К-А-Н»
- МЧП «Дилижанс»
- Троллейбусное управление
- ЧП транспортное агентство «Икарус»
- Пригородная автостанция

### Транспорт
Через город проходят автодороги европейского значения: Чернигов — Бровары — Киев — Боярка — Глеваха — Белая Церковь — Ставище — Жашков — Умань — Ульяновка — Любашевка — Жовтень — Одесса (E 95); также международного Киева — Васильков — Белая Церковь — Ставище — Умань — Ульяновка — Жовтень — Одесса (М 05); железнодорожная линия Фастов — Мироновка.
В городе функционируют железнодорожный вокзал, который был открыт в 1876 году и автостанция пригородного сообщения.
В планах Стратегии развития города до 2025 строительство Городского автовокзала в районе Одесской трассы вблизи города (станция Роток).
Также, в городе работает касса предварительной продажи авиабилетов — агентство воздушных сообщений «Kiyavia», которое находится по улице Вокзальная 22.

#### Городской транспорт
Общественный транспорт представлен 6 троллейбусными маршрутами, и 24 — маршрутным такси:
| Номер маршрута | Маршрут                                  | Протяженность |
| -------------- | ---------------------------------------- | ------------- |
|                | с.Фурсы — Центральный рынок              | 18.6 км       |
| № 2-а          | ст. Роток — Рыбхоз                       | 6.75 км       |
| № 3            | ул. Лесная — Одесская трасса             | 11.01 км      |
| № 4            | площадь Победы — ж/м Таращанский         | 7.69 км       |
| № 5            | ст. Роток — ж/м Таращанский              | 6.96 км       |
| № 6            | ул. Лесная — Гайок                       | 8.30 км       |
| № 6-а          | ж/м Песчаный — урочище Товста            | 9.50 км       |
| № 7            | 4-й микрорайон — ул. Семашко             | 10.35         |
| № 8            | Улица Ивана Кожедуба — Железный. вокзал  | 8.99 км       |
| № 11           | ж/м Таращанский — Сухой Яр               | 9.91 км       |
| № 13           | Гайок — Сухой Яр                         | 9.59 км       |
| № 14           | Железнодорожный вокзал — ул. Лесная      | 7.21 км       |
| № 16           | Песчаный массив — ул. Январского прорыва | 10.16 км      |
| № 17           | ул. Стахановская — ХимБуд                | 12.22 км      |
| № 18           | ХимБуд — Железный. вокзал                | 12.01 км      |
| № 19           | ст. Роток — Сухой Яр                     | 11.53 км      |
| № 19-а         | ст. Роток — ул. Киевская                 |               |
| № 21           | ул. Томиловская — ул. Семашко            | 13.13 км      |
| № 22           | ст. Роток — Гайок                        | 12.52 км      |
| № 25           | ул. Славина — Одесская трасса            | 12.14 км      |

Коммунальное предприятие «Белоцерковский грузовой авиационный комплекс» создано в 2000 году на базе «Белоцерковского авиаремонтного завода» Министерства обороны Украины.
КП «БВАК» расположен в западной части города Белая Церковь. Предприятие имеет:
- Аэродром класса (4D), занесен в Государственный реестр гражданских аэродромов Украины, с необорудованной ИВПП размером 2500 × 42 м, рулежные дорожки, стоянками для самолётов, пригоден к эксплуатации днем по правилам визуальных полетов.
- Промышленную площадку, расположенную на расстоянии 0,5 км от аэродрома, с подъездными автомобильными и железнодорожными путями; с хранилищем нефтепродуктов; с полной инфраструктурой для выполнения работ по продлению ресурса авиационной техники в двух корпусах ангарного типа, оборудованных стапелями, вентиляционными системами, освещением и обеспеченных всеми необходимыми видами энергии.
- Самолётные ангары: один размером 60 × 60 м, второй — 106 × 58 м. Работы по продлению ресурса выполняются на самолётах ИЛ-76, АН-12, АН-72 (АН-74), Ан-24 (Ан-26). В настоящее время техническое обслуживание на производственных площадях КП «БВАК» проходят как отечественные воздушные суда, так и суда из ближнего и дальнего зарубежья.
- На аэродроме КП «БВАК» базируются общественная организация «Белоцерковский аэроклуб» Пилот «и ООО» Международный авиационный центр подготовки"

## Культура, досуг и спорт

### Театр, музыка, кино
Белая Церковь — крупнейший культурный центр Киевской области. Своим культурным потенциалом и достижениями в области культуры город в течение многих лет находится в авангарде Киевщины.
С 1933 года в городе основан Киевский академический областной музыкально-драматический театр им. Панаса Саксаганского. Спектакли театра происходят почти полностью на государственном украинском языке, изредка — на русском.
Благодаря ходатайству директора и художественного руководителя театра заслуженного деятеля искусств Украины Вячеслава Ускова, театру вернули имя областного, которое было у него до Великой Отечественной войны. Сейчас творческий коллектив театра пополнился молодыми актёрами и режиссёрами — выпускниками театральных вузов Киева, Харькова и Ивано-Франковска.
Также, с 1924 года, в самом сердце Белой Церкви на Замковой горе содержится в специально возведенном современном здании Белоцерковский краеведческий музей. Это значительный городской и областной центр культуры, науки и просвещения, в котором собрано большое количество памятников материальной и духовной культуры Южной Киевщины.
На базе музея ежегодно проводятся краеведческие чтения, научно-практические конференции различного уровня, посвященные выдающимся событиям истории и современности, печатаются их материалы.
После реставрации в здании костёла открыт Дом органной и камерной музыки. Орган был установлен 7 марта 1990 чехословацкой фирмой «Rieger Kloss». Общее количество труб — 2734.
Также в городе работают три Дворца культуры — ДК «Билоцеркив МАЗ», ПК «Росава», ПК ООО «Интер-РТИ», кинотеатр им. А.Довженко, 6 клубов, 13 библиотек, 3 школы искусств, 4 музыкальные школы, центр творчества детей и юношества «Подсолнечник», дом художественного творчества, дом юных техников и т. п.
В Белой Церкви — 24 коллектива народной самодеятельности. Среди них — народный ансамбль танца «Ровесник», ансамбль скрипачей младших и старших классов ДМШ № 4, детский танцевальный коллектив «Счастливое детство», мужская хоровая капелла, Муниципальный духовой оркестр и др.
Проводятся фестивали различных уровней: «Радуга над Росью», «Музыкальные открытия в Белой Церкви», «Золотая осень», «Музыкальные встречи во Дворце Браницких», «Гнездо», «Поэтическая зима», «Рождественские звезды», и «Всеукраинский фестиваль молодой режиссуры им. Леся Курбаса».

### Парки
В городе много небольших скверов и парков, расположенных в историческом центре. Важную роль в культурной жизни Белой Церкви играет издавна известен Центральный городской парк культуры и отдыха имени Т. Г. Шевченко (ЦМПКиВ имени Т. Г. Шевченко), которому в 2012 году исполнилось 80 лет. Также в центре города расположен парк Славы.
На западной окраине раскинулась живописная «Александрия».
Вдоль улицы Клиническая располагается парк «Строителей», ранее служил военный кладбищем. Сейчас там работает городской каток «Ледниковый период» и возводится церковь.
В городе есть 3 бульвара:
- Александрийский Бульвар, начинающийся с микрорайона «Победа», пересекает микрорайоны ДНС, «Вокзальная» и заканчивается в центральной части города. Замыкает бульвар Соборная площадь;
- Бульвар Михаила Грушевского, у машиностроительного завода ООО научно-производственное предприятие «БелоцерковМАЗ», тянется от Площади 1 мая до улицы Павличенко;
- Бульвар Княгини Ольги располагается между третьей и четвёртое микрорайонами массива Леваневского.

- Дендропарк «Александрия»
- Дендропарк «Александрия»
- Дендропарк «Александрия»
- Палиева гора

### Спорт
В городе Белая Церковь 2 футбольных клуба, которые играют на Белоцерковском стадионе «Трудовые резервы»:
- Арсенал (Белая Церковь) образован в 2006 году и выступает во второй лиге чемпионата Украины.
- Рось (футбольный клуб) основан в 1983 году. Прежние названия: «Динамо» Ирпень (1983—1988), «Динамо» Белая Церковь (1988—1992), «Рось» (1992—1994, 1996—1997), «Трансимпекс-Рось», «Рось-Трансимпекс», "Домостроитель ", " Ригонда "(1997—2002). Современное название с февраля 2002 года.

Спортивные учреждения города баскетбольный клуб, 7-й спортивный клуб, федерация шахмат, комитет по физической культуре и спорта, спортивный клуб «Буревестник», детско-юношеский физкультурно-спортивный клуб, 2 детско-юношеские спортивные школы, 3 стадиона и т. п..
С 1987 в городе Белая Церковь происходит Белоцерковский марафон, который в конце 1980-х — начале 1990-х годов был едва ли не сильнейшим спортивным мероприятием на территории бывшего СССР.
Старт-финишная зона расположена недалеко от дендропарка «Александрия». Сертифицирована Международной федерацией легкой атлетики трасса пробега проходит по центральным улицам города. В рамках соревнований проводятся также старты на дистанции-спутники для взрослых и для детей.
С 1995 года на массиве Леваневского функционирует Киевский областной лицей-интернат физической культуры и спорта (КОЛИФКС), который обеспечивает развитие спортивных способностей и дарований детей и молодежи с целью подготовки спортсменов в национальные сборные команды Украины по видам спорта.
С момента открытия 1 февраля 2008 каток «Ледниковый период» стал любимым местом отдыха белоцерковчан разных возрастных категорий. Размер ледового катка составляет 27 × 54 м, что позволяет проводить тренировки по фигурному катанию и хоккею, а также использовать ледовый каток, как площадка для проведения спортивных соревнований.
В рамках выполнения национальной программы «Хоккей Украины» в 2012 году открыто крытую арену с искусственным ледовым покрытием. Вмещает 450 зрителей. Также, ледовая арена аналогична тем, которые были открыты в Киеве, Донецке, Днепропетровске и Калуше.
22 августа 2013 на массиве Песчаный был открыт спорткомплекс «Смена», где смогут тренироваться воспитанники ДЮСШ «Смена», заниматься спортом все желающие белоцерковцы, а также будут проводиться областные и общегосударственные соревнования.

### Белая Церковь в кино и телевидении
В Белой Церкви были сняты сцены фильмов «Королева бензоколонки», а именно сцена с пчёлами на площади Шевченко, и «Владыка Андрей» в дендропарке «Александрия». На доме, где снималась сцена фильма «Королева бензоколонки» установлена мемориальная доска Надежды Румянцевой. Правда скромно умолчали о том кто был оригинальным владельцем этого дома. А именно еврей Исаак Немец с семьёй. Выселен в середине 30х как кулак в Среднюю Азию.
В 1980 году снимался многосерийный художественный фильм «Нежность к ревущему зверю».
В дендропарке «Александрия» снимались эпизоды фильма «Дорога на Сечь». В фильме можно увидеть колоннаду Луна, композицию Руина и здание администрации.
В 2013 году снимались сцены из сериала «Последний янычар» и «Пока станица спит».
В октябре 2014 года в Белой Церкви проходили съемки программы «Украина без денег».

### Белая Церковь в литературе
- Виктор Грабовский «Белая Церковь»
- Виктор Грабовский «В Белой Церкви …»
- Олег Дивов «Оружие возмездия» — книга о службе в Бригаде большой мощности в Белой Церкви.
- Анна Ручай «Моя любимая ведьма»
- А. С. Пушкин. Поэма «Полтава»:

Тиха украинская ночь,

Прозрачно небо. Звезды блещут.

Своей дремоты превозмочь

Не хочет воздух. Чуть трепещут

Сребристых тополей листы.

Луна спокойно с высоты

Над Белой Церковью сияет

И пышных гетманов сады,

И старый замок озаряет

И тихо, тихо все кругом…
- Олесь Гончар. Роман «Человек и оружие» о студенческом батальоне Белоцерковского сельскохозяйственного института, участвовавшего в Великой Отечественной войне. Неоднократно бывал в Белой Церкви на встречах со студентами и читателями библиотек.
- Генрик Сенкевич «Огнём и мечом»: … «Поэтому каждый, кто мог, бежал в Хмельницкий, убегала даже шляхта, когда другого пути к спасению не было. Так что Хмельницкий умножал и умножал свои силы, и если не сразу двинулся в самое Речь Посполитую, если долго отсиживался в Белой Церкви, то главным образом для того, чтобы внедрить порядок в те неугомонные и дикие силы» и др.
- Михаил Булгаков «Белая гвардия». Белая Церковь упоминается не менее трех раз.
- В рассказе Остапа Вишни «ВЕСНАКРАСНА (У Анны Денисовны Кошевой)».
- Константин Паустовский «Повесть о жизни»: в первой книге «Далекие годы» действие происходит около Белой Церкви.
- Ион Друцэ. Роман «Белая Церковь».

## Образование и наука

### Общее среднее образование
Общее среднее образование г. Белая Церковь. Представлена 25 общеобразовательными учебными заведениями: коллегиумом, лицеем, двумя гимназиями, пятью специализированными общеобразовательными школами, тринадцатью общеобразовательными школами I—III ступеней, одной школой I ступени, специальной общеобразовательной школой и одним частным учебно-воспитательным комплексом . В этих заведениях в 2012/2013 учебном году обучалось 18 463 ученика.
Кроме того, в городе функционируют две вечерние (сменные) общеобразовательные школы № 1 и 2, в которых обучается 582, из них 193 в вечерней школе № 2 (заведение при учреждении БВК № 35). Учебный процесс в общеобразовательных учебных заведениях города в текущем учебном году обеспечивают 1527 педагогических работников.
Обучение в одну смену организовано в 21 учреждении, что составляет 95,4 % учащихся от их общего количества.
Также в 2008 году был открыт первый в Киевской области, Белоцерковский коллегиум, который занял передовые места в городе. Уже в 2010 году в нём состоялся первый выпуск.

### Высшее образование
В Белой Церкви функционируют 16 высших учебных заведений и 1 подготовительные курсы (Институт экономики и права «Крок»). В них учатся 14 034 студента; 3250 среди которых — первокурсники.

#### Научные учреждения
- Государственный дендрологический парк «Александрия» НАН Украины

#### Высшие учебные заведения III и IV уровней аккредитации
- Белоцерковский национальный аграрный университет;
- Белоцерковский филиал Межрегиональной академии управления персоналом;
- Белоцерковский факультет экономики и бизнеса ЗАО «Киевский университет культуры» Киевского национального университета культуры и искусств;
- Белоцерковский институт экономики и управления вуза «Открытый международный университет развития человека „Украина“»;
- Учебный центр дистанционно — заочного обучения Киевской гуманитарной академии — улица Б. Хмельницкого, 42/41;
- Белоцерковский филиал Киевского института бизнеса и технологий;
- Белоцерковский филиал Университета современных знаний;
- НЦДЗН Восточноевропейского университета экономики и менеджмента.

#### Высшие учебные заведения II-го уровня аккредитации
- Белоцерковский колледж финансов учёта и аудита Национальной академии статистики учёта и аудита.

#### Высшие учебные заведения I-го уровня аккредитации
- Технолого-экономический колледж БНАУ;
- КВУЗ «Белоцерковский медицинский колледж»;
- Белоцерковский технический колледж ТСО Украины;
- КВНЗ КОР «Белоцерковский гуманитарный колледж»;
- Белоцерковский колледж сервиса и дизайна;
- Белоцерковский филиал Одесской государственной академии технического регулирования и качества.
- ГВУЗ «Белоцерковский механико-энергетический техникум»;

## Медицина
Медицинская инфраструктура представлена 8 больничных учреждений, 10 поликлиниками, в том числе 3 стоматологическими поликлиниками, реабилитационным центром для детей с церебральным параличом, психоневрологический диспансером, санаторием-профилакторием «Дубрава», территориально-медицинским объединением.

### Медицинские учреждения города
| - Городская больница № 1 - Городская больница № 2 - Родильный дом - Скорая медицинская помощь - Детская поликлиника - Детская городская больница - Детская стоматологическая поликлиника - Городская хозрасчетная стоматологическая поликлиника - Поликлиника общей практики семейной медицины - Городская хозрасчетная поликлиника профосмотров - Городской центр здоровья | - Городское патологоанатомическое бюро - Городская больница ветеринарной медицины - Городская санитарно-противоэпидемическая станция - Районная санитарно-эпидемиологическая станция - Центральная районная больница - Белоцерковский областной онкологический диспансер - Белоцерковское территориальное медицинское объединение - Киевская областная станция переливания крови - Белоцерковский военный госпиталь - Санаторий-профилакторий «Диброва» - Белоцерковский противотуберкулезный диспансер |

## Религия
В городе зарегистрированных более 30 религиозных общин, в том числе 10 общин Украинской Православной Церкви, Римско-Католическая Церковь, еврейская община, мусульманская община и другие. Есть 5 церквей, часовня, женский монастырь Святой равноапостольной Марии Магдалины, 4 молитвенных дома.
Белая Церковь — центр Белоцерковской епархии Украинской православной церкви В УПЦ относятся следующие храмы: Спасо-Преображенский кафедральный собор, Церковь святой Марии Магдалины, Храм-часовня святого великомученика Георгия Победоносца и Свято-Покровская Церковь.
Белая Церковь также имеет приход Рождества Христова Украинской Греко-Католической Церкви, которая пока не имеет собственного храма, однако проект которого уже существует (проект выполнил архитектор Бабич Юрий Иванович). 18 апреля 2008 попытка греко-католиков освятить участок земли под строительство храма закончилась противостоянием со сторонниками Московского патриархата.

## Памятники истории и архитектуры

### Музеи
- Дендропарк «Александрия». Здесь экспонируется уникальная коллекция 15 скульптур из белого мрамора известных итальянских мастеров XIX века.
- Краеведческий — Соборная пл., 4 Значительный центр городской и областной центр культуры, науки и просвещения, в котором собрано большое количество памятников материальной и духовной культуры Южной Киевщины.
- Электрической связи — бульв. 50 лет Победы, 23/1.

### Археологические достопримечательности
- 3 кургана III тысячелетия до н. э. — началa II тысячелетия н. э.;
- Палиева гора — поселение пеньковской культуры (VI—VII века н. э.);
- Русское городище XII—XIII вв .;
- Замковая гора и её окрестности — детинец (замок и должностей) городок Юрьева — Белой Церкви в XI—XVIII веках.

### Достопримечательности архитектуры
- Государственный дендрологический парк «Александрия» НАН Украины — урочище «Палиева гора»;
- Здание администрации и музей государственного дендрологического парка «Александрия» НАН Украины.
- Склады Браницких, конец XVIII — начало XIX века — Бульвар 50-летия Победы, 62;
- Ансамбль сооружений почтовой станции, 1825—1831 гг. — Бульвар 50-летия Победы, 41 и 45;
- Торговые ряды (БРУМ), 1809—1814 гг. — Торговая площадь;
- Зимний дворец (Белоцерковская школа искусств № 1), 1796 — бульвар 50-летия Победы, 7;
- Дом Дворянского собрания, 1830-е годы — Бульвар 50-летия Победы, 5; (в 2002 году сгорел вследствие вероятного поджога, сейчас на этом месте просто земля, огорожена забором)
- Никольская церковь, 1706—1852 гг. — Ул. Гагарина, 10;
- Свято-Преображенский Кафедральный собор, 1833—1839 гг. — Ул. Гагарина, 10;
- Костел святого Иоанна Крестителя, 1812 — Соборная площадь, 4;
- Церковь святой Марии Магдалины, XVIII век — Ул. Школьная, 11/16;
- Шуховская водонапорная башня[укр.], начало XX века[18].

### Памятники
- Памятник основателю города — Ярославу Мудрому (Замковая гора);
- Стела в честь восстания под предводительством К. Косинского в 1591 году (Замковая гора);
- В честь национально-освободительного движения 1702—1704 годов под предводительством Семена Палия — Палиева Гора (дендропарк «Александрия»);
- Богдана Хмельницкого (парк им. Т. Г. Шевченко);
- Гренадерам 2-го Киевского казачьего полка, сформированного в Белой Церкви, который принимал активное участие в войне 1812 года (бульвар 50-летия Победы);
- Тарасу Шевченко (Соборная площадь);
- Памятник Петру Запорожцу — одному из организаторов петербургского «Союза борьбы за освобождение рабочего класса» (площадь П. Запорожца);
- Памятная стела бойцам Киевской интернациональной бригады, погибшим за власть Советов в 1919 году (бульвар 50-летия Победы);
- Жертвам Голодомора 1932—1933 годов (ул. Ярослава Мудрого);
- Землякам, павшим на фронтах Великой Отечественной войны (парк Славы);
- Советским воинам и воинам чехословацкой бригады, которые в январе 1944 года отвоевали город у немецких войск (площадь Победы);
- Советским летчикам-освободителям Белой Церкви в годы Великой Отечественной войны (проспект Князя Владимира);
- Преподавателям и студентам сельскохозяйственного института, погибших в годы Великой Отечественной войны (Соборная площадь, скульпторы В. С. Гуецький, Б. Лежен, архитектор О. К. Стукалов);
- Мемориал на месте гитлеровского концлагеря (ул. Сломчинского);
- Освободителям Белой Церкви от гитлеровских захватчиков, тысячам замученных мирных жителей (парк Славы);
- Ликвидаторам и пострадавшим в результате аварии в 1986 году на ЧАЭС «Чернобыльский колокол» (ул. Леваневского);
- Советским танкистам-освободителям Белой Церкви от гитлеровских захватчиков (около дендропарка «Александрия»);
- Карлсону и фрекен Бок. Памятник появился благодаря проведению детского конкурса «Остров детства», объявленного городским головой весной 2010 года (Парк культуры и отдыха имени Тараса Шевченко);
- Героям космоса, за значительный вклад Белоцерковщины в освоение космоса, поскольку Павел Романович Попович является уроженцем Узина. Установлен в парке культуры и отдыха имени Тараса Шевченко 2011 года.

## СМИ

### Печатные СМИ
- «Замковая гора»;
- «Юрьевская земля»;
- «Новости Киевщины»;
- «Спортивная Киевщина»;
- «Тема»;
- «Копейка»;
- «Майдан-Брок»;
- «Гриф»;
- «Главная»;
- «Семья»;
- «Общественное мнение»
- «Белая Церковь Оперативная»
- «Электронная книга жалоб Белой Церкви»

### Телевидение
- Правда ТуТ Белая Церковь 12 ТВК
- ТРК «Бест», работает с 1991 года / М1 26 ТВК (конкурс 18 часов, нет претендентов, частота в резерве);
- ТРК «Крокус-1» (16:00-23:00 кабельное);
- «Украина» 23 ТВК;
- «НТН» 44 ТВК;
- «5-й канал» 36 ТВК;
- «Мега» 54 ТВК

С ноября 2011 запущено вещание телевидения в цифровом стандарте DVB-T2 (4 мультиплекса)
| Радиостанция                            | Частота  |
| план (просчитаная частота)              | FM 88.8  |
| план (просчитаная частота)              | FM 91.9  |
| план (прямий FM)                        | FM 98.8  |
| DJ FM                                   | FM 100.9 |
| Авторадио Украина                       | FM 102.3 |
| Русское радио Украина                   | FM 102.8 |
| Блиц FM                                 | FM 103.3 |
| Стильное радио «Перец Fm»               | FM 103.8 |
| Люкс FM                                 | FM 104.3 |
| Мелодия                                 | FM 105.3 |
| Хит Fm                                  | FM 105.7 |
| Ретро Fm                                | FM 106.2 |
| Украинское Национальное радио 1-й канал | FM 106.8 |
| Краина FM                               | FM 107.2 |
| Kiss Fm                                 | FM 107.6 |

## Тарас Шевченко в Белой Церкви
Тарас Шевченко был в Белой Церкви несколько раз. В 1845 году он приезжал сюда, чтобы осмотреть известный своей красотой парк «Александрия» и познакомиться с историей и архитектурными памятниками города.
Упоминания о Белой Церкви есть в повести «Прогулка с удовольствием и не без морали».
Сейчас именем назван городской парк, площадь, одну из центральных улиц и школу. В парке «Александрия» в честь посещения его Шевченко установлена мемориальная доска.

## Города-побратимы
Белая Церковь является членом международной ассоциации «Всемирная федерация породнённых городов»,
| Флаг страны | Город, регион                                                 | Страна                        | Документ о сотрудничестве | Дата подписания документа |
| ----------- | ------------------------------------------------------------- | ----------------------------- | --- | ------------------------- |
| Китай       | Синьчжоу                                                      | Китайская Народная Республика | Договор «Об основных направлениях сотрудничества между г. Синьчжоу, провинция Хубэй, КНР и городом Белая Церковь, Киевская область Украина»       | 3 октября 1997 года       |
| Грузия      | Сенаки                                                        | Грузия                        | Договор «О сотрудничестве между мэрией г. Сенаки (Грузия) и Белоцерковской городской советом (Украина)»                                           | 2 октября 1997 года       |
| Польша      | Островец-Свентокшиский                                        | Республика Польша             | Соглашение «О сотрудничестве между городами Островец Свентокшиски (Польша) и Белой Церковью (Украина, Киевской области)»                          | 5 мая 2001 года           |
| Украина     | Кременчуг                                                     | Украина                       | Соглашение «О сотрудничестве администрации городского совета г. Кременчуга и Белоцерковского городского совета»                                   | 5 мая 2001 года           |
| Словакия    | Пухов                                                         | Словакия                      | Договор «О сотрудничестве и партнерстве между городами Белая Церковь (Украина) и г. Пухов (Словакия)»                                             | 11 сентября 2004 года     |
| Польша      | Тарнов                                                        | Республика Польша             | Договор «О партнерское сотрудничество между гминой города Тарнов в Республике Польша и городским советом города Белая Церковь на Украине»         | 7 сентября 2007 года      |
| Украина     | Соломенская районная в г. Киеве государственная администрация | Украина                       | Договор «О сотрудничестве между Соломенской районной в г. Киеве государственной администрацией и Белоцерковской городской советом».               | 20 июня 2009 года         |
| Черногория  | Биело-Поле                                                    | Черногория                    | Заявление «О партнерстве между городами Белая Церковь (Украина) и Биело Поле (Черногория)»                                                        | 4 февраля 2011 года       |
| Литва       | Вильнюс                                                       | Литовская Республика          | Протокол о намерениях между городами Вильнюс (Литовская Республика) и Белая Церковь (Украина)                                                     | 13 сентября 2011 года     |
| Греция      | Итеа                                                          | Греческая Республика          | Соглашение о партнёрском сотрудничестве между городами Белая Церковь и Итеа (муниципалитет города Дельфы, Фокида, Греция)                         | 18 сентября 2013 года     |
| Турция      | Маниса                                                        | Турция                        | Договор «О партнёрском сотрудничестве между органами управления города Маниса (Турция) и городским советом города Белая Церковь в Украине»        | 30 августа 2016 года      |
| Болгария    | Стара-Загора                                                  | Республика Болгария           | Договор «О партнерское сотрудничество между общиной города Стара-Загора в Республике Болгария и городским советом города Белая Церковь в Украине» | 2 марта 2016 года         |
| Германия    | Брауншвейг                                                    | Германия                      | Договор «Соглашение о солидарном партнерстве» | 14 Декабрь 2022 года      |